# Úpoly
Úpoly jsou specifické pohybové aktivity, při kterých dochází k fyzickému kontaktu mezi dvěma osobami s cílem překonat odpor druhého. Využívají se ve sportu, sebeobraně, školní tělesné výchově i ve výcviku ozbrojených složek. Charakteristickým rysem úpolů je kontakt, který není prostředkem, ale samotným cílem pohybové činnosti 

## Charakteristika
Úpoly jsou v českém prostředí označením pro činnosti, které jsou v mezinárodním kontextu známy jako combat sports (bojové sporty) nebo martial arts (bojová umění). Jedná se hlavně o rozvíjení kondice, psychické odolnosti a celkový rozvoj osobnosti. Díky těmto schopnostem se člověk vyrovnává s fyzickým i psychickým stresem a je si vědom toho, co umí a je schopen to použít.
Významně se na jejich vývoji podílel Miroslav Tyrš, který je definoval jako cvičení s odporem partnera  V sokolském systému se úpolová cvičení označovala jako odpory, přetahy nebo přetlaky 

## Systematika úpolů
Systematika úpolů se dělí do tří základních úrovní. Průpravné úpoly, které zahrnují základní techniky (postoje, pády, držení, přetahy, přetlaky odpory, navazování kontaktu, přemístění partnera). Dělí se na základní úpoly a základní úpolovou techniku . Slouží jako příprava na vyšší úrovně. Úpolové sporty zahrnují sportovní disciplíny jako judo, zápas, box apod. Dělí se podle účelu na soutěžní, sebeobranné, komplexně rozvíjející a dále podle technického provedení na úpoly se zbraní a bez zbraně . Sebeobrana zahrnující úpoly zaměřené na ochranu zdraví a života, v souladu s právním rámcem . Dělí se na osobní a profesní. Využívá se model rozhodovacího cyklu O.O.D.A. (pozoruj – orientuj se – rozhodni se – jednej), který zlepšuje reakce v krizových situacích 

## Rozvoj pohybových schopností
Úpoly přispívají k rozvoji různých pohybových schopností. Vytrvalostních, silových, rychlostních, koordinačních 

## Historie
Úpoly se objevují v lidské kultuře již od pravěku jako prostředek lovu, obrany i zábavy. Umělecké artefakty potvrzují existenci zápasnických technik v Mezopotámii, Egyptě i egejské oblasti 
V českém prostředí sehrál zásadní roli Sokol, založený v roce 1862. Miroslav Tyrš zavedl pojem úpoly a vytvořil jejich první systematiku  V roce 1896 vzniklo Olympijské hnutí a některé úpolové sporty se staly součástí olympijských her 